# Ajania trilobata
Ajania trilobata là một loài thực vật có hoa trong họ Cúc. Loài này được Poljakov ex Tzvelev mô tả khoa học đầu tiên năm 1961.